# Кристофер, Джош
Джош Кристофер (англ. Josh Christopher; род. 8 декабря 2001, Карсон, Калифорния) — американский профессиональный баскетболист, выступающий за команду НБА «Майами Хит». Играет на позиции атакующего защитника.

## Профессиональная карьера

### Хьюстон Рокетс (2021–2023)
Кристофер был выбран под 24-м номером на драфте НБА 2021 года командой «Хьюстон Рокетс». 7 августа 2021 года Кристофер подписал контракт с «Рокетс». Он дебютировал в НБА 20 октября, выйдя со скамейки запасных, набрал 5 очков за 8 минут в проигранном матче против команды «Миннесота Тимбервулвз». 24 ноября «Рокетс» отправили Кристофера в фарм-клуб «Рио-Гранде Вэллей Вайперс». После того, как он набирал в среднем 20 очков в трёх играх с «Вайперс», он был возвращён в состав «Рокетс». 8 декабря Кристофер набрал 18 очков, реализовав 7 из 7 бросков с игры и реализовав четыре трёхочковых в победной игре со счётом 104–114 против команды «Бруклин Нетс». 4 февраля 2022 года Кристофер набрал 23 очка, 4 передачи и 5 подборов в проигранном матче против «Сан-Антонио Спёрс». В апреле он записал на свой счёт 30 очков, реализовав 11 из 14 бросков с игры и 3 из 5 из-за дуги в проигранном домашнем матче против «Тимбервулвз».
В сезоне 2022/2023 минуты и цифры Кристофер сократились, поскольку «Рокетс» использовали Дэйшена Никса в качестве второго разыгрывающего защитника.
8 июля 2023 года «Мемфис Гриззлис» приобрели Кристофера у «Хьюстон Рокетс» в результате пятисторонней сделки по переходу Диллона Брукса в «Хьюстон». Однако 30 сентября он был отчислен.

### Солт-Лейк-Сити Старз» (2023–2024)
13 октября 2023 года Кристофер подписал двусторонний контракт с «Ютой Джаз», но был отчислен 9 января 2024 года, так и не сыграв за команду. Однако он провел 22 матча с фарм-клубом «Джаз» из Джи-Лиги НБА, «Солт-Лейк-Сити Старз».

### Майами Хит / Су-Фолс Скайфорс (2024–настоящее время)
14 января 2024 года Кристофер присоединился к «Су-Фолс Скайфорс», а 25 июля он подписал двусторонний контракт с «Майами Хит».

## Статистика

### Статистика в НБА
| Сезон                                                                                    | Команда | Регулярный сезон | Регулярный сезон | Регулярный сезон | Регулярный сезон | Регулярный сезон | Регулярный сезон | Регулярный сезон | Регулярный сезон | Регулярный сезон | Регулярный сезон | Регулярный сезон | Серия плей-офф | Серия плей-офф | Серия плей-офф | Серия плей-офф | Серия плей-офф | Серия плей-офф | Серия плей-офф | Серия плей-офф | Серия плей-офф | Серия плей-офф | Серия плей-офф |
| Сезон                                                                                    | Команда | GP               | GS               | MPG              | FG%              | 3P%              | FT%              | RPG              | APG              | SPG              | BPG              | PPG              | GP             | GS             | MPG            | FG%            | 3P%            | FT%            | RPG            | APG            | SPG            | BPG            | PPG            |
| ---------------------------------------------------------------------------------------- | ------- | ---------------- | ---------------- | ---------------- | ---------------- | ---------------- | ---------------- | ---------------- | ---------------- | ---------------- | ---------------- | ---------------- | -------------- | -------------- | -------------- | -------------- | -------------- | -------------- | -------------- | -------------- | -------------- | -------------- | -------------- |
| 2021/22                                                                                  | Хьюстон | 74               | 2                | 18,0             | 44,8             | 29,6             | 73,5             | 2,5              | 2,0              | 0,9              | 0,2              | 7,9              | Не участвовал  | Не участвовал  | Не участвовал  | Не участвовал  | Не участвовал  | Не участвовал  | Не участвовал  | Не участвовал  | Не участвовал  | Не участвовал  | Не участвовал  |
| 2022/23                                                                                  | Хьюстон | 64               | 2                | 12,3             | 46,5             | 23,6             | 75,0             | 1,1              | 1,1              | 0,5              | 0,2              | 5,8              | Не участвовал  | Не участвовал  | Не участвовал  | Не участвовал  | Не участвовал  | Не участвовал  | Не участвовал  | Не участвовал  | Не участвовал  | Не участвовал  | Не участвовал  |
|                                                                                          | Всего   | 138              | 4                | 15,4             | 45,5             | 27,7             | 74,0             | 1,9              | 1,6              | 0,7              | 0,2              | 6,9              | Не участвовал  | Не участвовал  | Не участвовал  | Не участвовал  | Не участвовал  | Не участвовал  | Не участвовал  | Не участвовал  | Не участвовал  | Не участвовал  | Не участвовал  |
| Наведите курсор мыши на аббревиатуры в заголовке таблицы, чтобы прочесть их расшифровку. |         |                  |                  |                  |                  |                  |                  |                  |                  |                  |                  |                  |                |                |                |                |                |                |                |                |                |                |                |

### Статистика в Джи-Лиге
| Сезон                                                                                    | Команда                   | Регулярный сезон | Регулярный сезон | Регулярный сезон | Регулярный сезон | Регулярный сезон | Регулярный сезон | Регулярный сезон | Регулярный сезон | Регулярный сезон | Регулярный сезон | Регулярный сезон | Серия плей-офф | Серия плей-офф | Серия плей-офф | Серия плей-офф | Серия плей-офф | Серия плей-офф | Серия плей-офф | Серия плей-офф | Серия плей-офф | Серия плей-офф | Серия плей-офф |
| Сезон                                                                                    | Команда                   | GP               | GS               | MPG              | FG%              | 3P%              | FT%              | RPG              | APG              | SPG              | BPG              | PPG              | GP             | GS             | MPG            | FG%            | 3P%            | FT%            | RPG            | APG            | SPG            | BPG            | PPG            |
| ---------------------------------------------------------------------------------------- | ------------------------- | ---------------- | ---------------- | ---------------- | ---------------- | ---------------- | ---------------- | ---------------- | ---------------- | ---------------- | ---------------- | ---------------- | -------------- | -------------- | -------------- | -------------- | -------------- | -------------- | -------------- | -------------- | -------------- | -------------- | -------------- |
| 2021/22                                                                                  | Рио-Гранде Вэллей Вайперс | 3                | 3                | 32,9             | 45,5             | 30,0             | 90,0             | 6,3              | 5,7              | 1,7              | 1,0              | 22,0             | Не участвовал  | Не участвовал  | Не участвовал  | Не участвовал  | Не участвовал  | Не участвовал  | Не участвовал  | Не участвовал  | Не участвовал  | Не участвовал  | Не участвовал  |
| 2022/23                                                                                  | Рио-Гранде Вэллей Вайперс | 5                | 5                | 34,6             | 56,0             | 28,6             | 66,7             | 5,0              | 6,8              | 1,2              | 1,0              | 25,2             | Не участвовал  | Не участвовал  | Не участвовал  | Не участвовал  | Не участвовал  | Не участвовал  | Не участвовал  | Не участвовал  | Не участвовал  | Не участвовал  | Не участвовал  |
| 2023/24                                                                                  | Солт-Лейк-Сити Старз      | 19               | 19               | 29,1             | 47,3             | 36,6             | 81,6             | 4,8              | 6,0              | 1,7              | 0,7              | 17,9             | Не участвовал  | Не участвовал  | Не участвовал  | Не участвовал  | Не участвовал  | Не участвовал  | Не участвовал  | Не участвовал  | Не участвовал  | Не участвовал  | Не участвовал  |
| 2023/24                                                                                  | Су-Фолс Скайфорс          | 18               | 7                | 27,4             | 44,3             | 32,7             | 90,5             | 4,2              | 2,7              | 1,4              | 0,5              | 15,8             | 1              | 1              | 38,6           | 37,5           | 25,0           | 66,7           | 6,0            | 1,0            | 3,0            | 0,0            | 16,0           |
|                                                                                          | Всего                     | 45               | 34               | 29,3             | 47,2             | 33,8             | 82,1             | 4,7              | 4,7              | 1,5              | 0,7              | 18,2             | 1              | 1              | 38,6           | 37,5           | 25,0           | 66,7           | 6,0            | 1,0            | 3,0            | 0,0            | 16,0           |
| Наведите курсор мыши на аббревиатуры в заголовке таблицы, чтобы прочесть их расшифровку. |                           |                  |                  |                  |                  |                  |                  |                  |                  |                  |                  |                  |                |                |                |                |                |                |                |                |                |                |                |

### Статистика в NCAA
| Сезон | Команда       | Conf   | Class | GP | GS | MPG  | FG%  | 3P%  | FT%  | RPG | APG | SPG | BPG | PPG  |
| --- | ------------- | ------ | ----- | -- | -- | ---- | ---- | ---- | ---- | --- | --- | --- | --- | ---- |
| 2020/21 | Аризона Стэйт | Pac-12 | FR    | 15 | 15 | 29,7 | 43,2 | 30,5 | 80,0 | 4,7 | 1,4 | 1,5 | 0,5 | 14,3 |
| Всего | Всего         | Всего  | Всего | 15 | 15 | 29,7 | 43,2 | 30,5 | 80,0 | 4,7 | 1,4 | 1,5 | 0,5 | 14,3 |
| Наведите курсор мыши на аббревиатуры в заголовке таблицы, чтобы прочесть их расшифровку Статистика приведена с сайта sports-reference.com |               |        |       |    |    |      |      |      |      |     |     |     |     |      |